# Black (Mondkrater)
Black ist ein kleiner Einschlagkrater nahe dem östlichen Rand des Mondes. Er liegt weniger als 20 Kilometer südöstlich der Ringebene Kästner und südwestlich des Mare Smythii. Süd-südwestlich befindet sich der Krater Ansgarius und östlich liegt der kleine Krater Dale.
Black ist kreisförmig mit einem ausgeprägten Kraterrand. Die inneren Kraterwände fallen gleichmäßig auf einen relativ kleinen Kraterboden hin ab. Der Krater weist keine bemerkenswerten Erosions oder Einschlagspuren auf.
Ehe Black im Jahre 1976 durch die Internationale Astronomische Union (IAU) seinen eigenen Namen erhielt, war er unter der Bezeichnung Kästner F bekannt.